# 4513 Louvre
4513 Louvre (1971 QW1) là một tiểu hành tinh vành đai chính được phát hiện ngày 30 tháng 8 năm 1971 bởi T. M. Smirnova ở Nauchnyj.